# Protonemura culmenis
Protonemura culmenis is een steenvlieg uit de familie beeksteenvliegen (Nemouridae). De wetenschappelijke naam van de soort is voor het eerst geldig gepubliceerd in 1993 door Zwick & Vinçon.